# گابر کنس
گابُر کُنس (انگلیسی: Gábor Koncz؛ زادهٔ ۸ ژوئیهٔ ۱۹۳۸) بازیگر اهل کشور مجارستان است.
از فیلم‌ها یا برنامه‌های تلویزیونی که وی در آن نقش داشته‌است می‌توان به در اشاره کرد.
وی همچنین برندهٔ جوایزی همچون جایزه کشوت شده‌است.